# Thomas Lauder Brunton
Thomas Lauder Brunton (14 de marzo de 1844 – 16 de septiembre de 1916) fue un médico escocés famoso por extender el uso del nitrito de amilo como tratamiento de la angina de pecho.

## Vida y obra
Brunton nació en Roxburgh en el sureste de Escocia, hijo de James Brunton y su esposa Agnes (de soltera Stenhouse). Estudió medicina en la universidad de Edimburgo, empezando a investigar sobre farmacología mientras estudiaba allí. Recibió la medalla de oro por su tesis sobre la digital. Continuó su trabajo en Austria, los Países Bajos y Alemania, para regresar al University College de Londres y obtener un puesto en el hospital de San Bartolomé.
El uso clínico que hizo Brunton del nitrito de amilo para tratar la angina de pecho se inspiró en los trabajos iniciales sobre la sustancia que hicieron Arthur Gamgee y Benjamin Ward Richardson. Brunton razonó en 1867 que el dolor y las molestias que produce la angina podían reducirse administrando nitrito de amilo para abrir las arterias coronarias de los pacientes. En 1874, Brunton fue nombrado miembro de la Royal Society. Fue conferenciante en las conferencias de Goulston en 1877 sobre "Farmacología y terapéutica" y en las conferencias de Croone en 1889 sobre "la estructura química de la acción fisiológica", ambas en el Colegio Real de Médicos.
Fue nombrado caballero en 1900 y hecho baronet en 1908.
Brunton se casó con Louisa Jane, la hija de Edward Adderley Stopford, archidiácono de Meath, en 1879. Ella murió en 1909. Brunton murió en Londres en septiembre de 1916, a la edad de 72 años, y fue enterrado en el cementerio de Highgate. Le sucedió en la baronía su hijo mayor Stopford.

## Obras seleccionadas
- Brunton, T. Lauder (1875). Experimental Investigation of the Action of Medicines. Londres: J. y A. Churchill.
- Brunton, T. Laudner (1880). Pharmacology and Therapeutics, or, Medicine Past and Present. Londres: Macmillan y compañía.
- Brunton, Thomas Lauder (1885). A Textbook of Pharmacology, Therapeutics, and Materia Medica. Londres: Macmillan y compañía.
- Brunton, T. Lauder (1886). On Disorders of Digestion, Their Consequences and Treatment. Londres: Macmillan y compañía.
- Brunton, Lauder (1915). Therapeutics of the Circulation (2 edición). Nueva York: Paul E. Hoeber.